# James Faulkner
James Sebastian Faulkner (Hampstead, 18 de julho de 1948) é um ator inglês. Ele é mais conhecido por interpretar o Papa Sisto IV na série de televisão Da Vinci's Demons (2013–2015), Randyll Tarly na série de televisão Game of Thrones (2016–2017) e Paulo de Tarso no filme Paul, Apostle of Christ (2018).